# Lupin III
«Люпен III» (яп. ルパン三世, Рупан Сансей) — аніме-серіал і манґа, намальована Кадзухіко Като під псевдонімом Манкі Панч (Monkey Punch) за мотивами книг Моріса Леблана.
Манґу було засновано в 1967 році як пародію на твори Моріса Леблана про авантюриста й шляхетного грабіжника Арсена Люпена. Кадзухіро Като зіткнувся з проблемою використання персонажа, прав на якого не мав, тому за межами Японії твори про нього видавалися під іншими назвами, а сам Люпен був названий Вовком (Lupin — люпин, що походить від lupus — вовк). На початку 1990-х років ім'я Арсена Люпена перейшло в суспільне надбання, що дозволило вільно використовувати його за межами Японії.
Згідно опитування, проведеного в 2007 році японським Агентством у справах культури, манґа посідає 50-те місце серед найкращих усіх часів.

## Головні персонажі

### Банда Люпена
- Арсен Люпен III — онук авантюриста та шляхетного грабіжника Арсена Люпена, напівфранцуз, напівяпонець. У манзі дуже рідко називається Арсеном, натомість його кличуть за прізвищем Люпеном. В ранніх випусках манґи Арсен Люпен III — молодий і цинічний злодій з чорним гумором. Надалі його образ змінюється, Арсен Люпен III стає борцем з несправедливістю та злочинцями, на яких правосуддя закриває очі, або не може їм завадити згідно закону. В той же час він охоче полює за багатствами злочинців, однак переважно втрачає їх. Вік персонажа в різних творах складає 20-30 років. Арсен Люпен III — любитель азартних ігор і ловелас, він нерідко курить і вживає алкоголь. Вправний зламник, водій, пілот і стрілець. В одязі та манерах дотримується європейських традицій. Типовий одяг — костюм з червоним або синім піджаком і краваткою. Його улюблена зброя — пістолет «Walther P38». Займає 15 позицію в переліку 25 найкращих персонажів аніме за версією IGN[3]. Сейю: Ясуо Ямада (1971—1995) і Канічі Куріта (з 1995).

- Дайсуке Дзіґен — похмурий бородатий гангстер, постійний спільник Люпена. Носить темний костюм і капелюх, насунутий на очі. Вправний стрілець, його улюблена зброя — револьвер S&W model 19, але у той же час вправний із будь-якою іншою стрілецькою зброєю, на кшталт «Томпсон» 1928 або ПТРС.
- Геемон Ісікава XIII — мандрівний самурай, товариш Люпена. Він дуже цінує честь і часом до абсурду дотримується слова. Носить традиційний самурайський одяг. Знавець багатьох бойових мистецтв і майстер меча Дзантецукен, здатного перерубати більшість відомих матеріалів. У виняткових випадках користується вогнепальною зброєю.
- Фуджіко Міне — приваблива злодійка та шахрайка. Часом приєднується до Люпена заради здобичі, і часто забирає в нього всі добуті багатства. Вправна з технікою і зброєю. Більше любить легку зброю, яку легко заховати, наприклад Браунінг 1910 року.

### Противники
Тут наведені найчастіші противники Люпена.
- Пайкел — фокусник, один з колишніх коханців Фуджіко Міне. Здавалося б, був упокоєний назавжди у водоспаді у 2-й серії 1-го сезону «Його звали Кудесник», вернувся у спецвипуску «Фокусник живий!» («Пайкел повертається», «Return of Pycal»), але все одно зазнає поразки.
- Мамо Кесуке — письменник-фантаст і винахідник з XXIX століття (в манзі) або XX (в аніме), який створив машину часу аби помститися Люпену XXXIII, убивши Люпена III в минулому. Вперше з'явився в першому сезоні спецвипуску «Гнучкість туману».
- Коїчі Дзенігата— інспектор поліції Токіо (серіал 1971), а пізніше Інтерполу, котрий розслідує справу Арсена Люпена III. Жоден епізод не проходить без фірмового гнівного вигуку Дзенігати: «Люпен, ти заарештований!». Улюблена зброя — «Кольт МА1911А1», іноді користується дзютте і використовує наручники на манер лассо.

## Телесеріали
- Lupin the Third Part I / Люпен Третій. Частина I (1971—1972)
- Lupin the Third Part II. / Люпен Третій. Частина II (1977—1980)
- Lupin VIII. / Люпен VIII (1982)
- Lupin III Part III / Люпен Третій. Частина III (1984—1985)
- Lupin the Third: The Woman Called Fujiko Mine/ Люпен Третій: Жінка, котру звуть Фуджіко Міне (2012)
- Lupin the 3rd Part IV: The Italian Adventure / Люпен 3-й. Частина IV: Італійські пригоди (2015—2016)
- Lupin the Third Part V / Люпен Третій. Частина V (2018)

## Повнометражні фільми
- Pilot Film / Пілотний фільм (1969)
- The Mystery of Mamo / Таємниця Мамо (1978)
- The Castle of Cagliostro / Замок Каліостро (1979)
- Legend of the Gold of Babylon / Легенда про золото Вавилона (1985)
- Farewell to Nostradamus / Прощання Нострадамусу (1995)
- Lupin III: Dead or Alive / Люпен III: Живий чи мертвий (1996)
- Lupin III: The First / Люпен III: Перший (2019)

## Спеціальні епізоди
- Lupin III: Bye Bye Liberty — Kiki Ippatsu! / Люпен III: Бувай, Свободо (спецепізод № 01) (1989)
- Lupin III: Hemingway Paper no Nazo. / Люпен III: Папери Гемінґвея (спецепізод № 02) (1990)
- Lupin III: Napoleon no Jisho wo Ubae. / Люпен III: Словник Наполеона (спецепізод № 03) (1991)
- Lupin III: Russia yori Ai wo Komete. / Люпен III: З Росії з любов'ю (спецепізод № 04) (1992)
- Lupin III: Ansatsu Shirei. / Люпен III: Небезпечна подорож (спецепізод № 05) (1993)
- Lupin III: Moeyo Zantetsuken. / Люпен III: Згори, Зантецукен (спецепізод № 06) (1994)
- Lupin III: Harimao no Zaiho Wo Oe!! / Люпен III: Гонитва за скарбами Харімао (спецепізод № 07) (1995)
- Lupin III: Twilight Gemini no Himitsu. / Люпен III: Таємниця алмазів-близнюків (спецепізод № 08) (1996)
- Lupin III: Walther P38. Люпен III (спецепізод № 09) (1997)
- Lupin III: Tokyo Crisis. / Люпен III: Токійська криза (спецепізод № 10) (1998)
- Lupin III: Fujiko's Unlucky Days. / Люпен III: Невдалі дні Фуджіко (спецепізод № 11) (1999)
- Lupin III: 1$ Money Wars. / Люпен III: Війни за 1 долар (спецепізод № 12) (2000)
- Lupin III: Alcatraz Connection. / Люпен III: Алькатраські зв'язки (спецепізод № 13) (2001)
- Lupin III Episode 0: First Contact. / Люпен III: Епізод 0: Перший контакт (спецепізод № 14) (2002)
- Lupin III: Otakara Henkyaku Dai-sakusen!! / Люпен III: Операція — Повернути скарб! (спецепізод № 15) (2003)
- Lupin III: Nusumareta Lupin. / Люпен III: Викрадений Люпен (спецепізод № 16) (2004)
- Lupin III: Tenshi no Tactics. / Люпен III: Тактика янгола (спецепізод № 17) (2005)
- Lupin III: Seven Days Rhapsody. / Люпен III: Семиденна рапсодія (спецепізод № 18) (2006)
- Lupin III: Kiri no Elusive / Люпен III: Невловимий, як туман (спецепізод № 19) (2007)
- Lupin III: Mahou no Lamp wa Akumu no Yokan. / Люпен III: Чарівна лампа — провісниця кошмарів (спецепізод № 20) (2008)
- Lupin III: The Last Job. / Люпен III: Остання работа (спецепізод № 21)
- Lupin III: Chi no Kokuin — Eien no Mermaid. / Люпен III: Кривава печатка — Безсмертна морська діва (спецепізод № 22) (2011)
- Lupin III: Touhou Kenbunroku — Another Page. / Люпен III: Книга таємниць Сходу — Невідома сторінка (спецепізод № 23) (2012)
- Lupin III: Princess of the Breeze — Hidden City in the Sky. / Люпен III: Принцеса бризу — Місто, приховане в небі (спецепізод № 24) (2013)
- Lupin the 3rd vs. Detective Conan: The Movie / Люпен 3-й проти детектива Конана: Фільм (2013)
- Lupin III: The Italian Game. / Люпен III: Італійська гра (2016)
- Lupin III: Adventure in France. / Люпен III: Пригоди у Франції (2018)
- Lupin III: Prison of the Past / Люпен III: В'язниця минулого (2019)
- Lupin III: Goodbye Partner / Люпен III: Прощавай, партнере (2020)